# (4485) Radonezhskij
(4485) Radonezhskij est un astéroïde de la ceinture principale.

## Description
(4485) Radonezhskij est un astéroïde de la ceinture principale. Il fut découvert le 27 août 1987 à Nauchnyj par Lioudmila Tchernykh. Il présente une orbite caractérisée par un demi-grand axe de 3,01 UA, une excentricité de 0,07 et une inclinaison de 10,1° par rapport à l'écliptique.

## Compléments